# Memnon (mythologie)
Pour les articles homonymes, voir Memnon.
Dans la mythologie grecque, Memnon (en grec ancien Μέμνων / Mémnôn, « celui qui tient bon ») est le fils d'Éos (l'Aurore) et de Tithon, fils de Laomédon. Combattant du côté des Troyens pendant la guerre de Troie, il est tué en combat singulier par Achille.
Son nom a été donné sous l'Antiquité au colosse de Memnon, une statue monumentale située près de Thèbes en Égypte, qui représente en réalité le pharaon Aménophis III.

## Mythe antique
Memnon est un demi-dieu, fils d'Éos (l'Aurore) et de Tithon, petit-fils de Laomédon, et neveu de Priam, roi de Troie. Il est le roi des Éthiopiens, peuple cité par Homère et situé à l'époque archaïque en Afrique, au sud de l’Égypte.
Lorsque la guerre de Troie éclate, Memnon se présente spontanément aux Troyens ou, dans des versions plus tardives, est appelé par Priam. Il quitte Suse, où il a établi son royaume, et rejoint Troie où, revêtu d'une armure forgée par Héphaïstos, il se mesure à plusieurs héros grecs. Un peu plus tard, il affronte Nestor et celui-ci appelle à l'aide son fils Antiloque, l'un des deux grands amis d'Achille avec Patrocle. Antiloque sauve par son intervention la vie de Nestor mais est tué à sa place par Memnon. Achille, furieux, décide de venger son ami et engage le combat contre Memnon. Ce combat entre le fils d'Éos et le fils de Thétis est arbitré par Zeus lui-même qui donne la victoire à Achille mais accorde à Éos l'immortalité pour son fils.

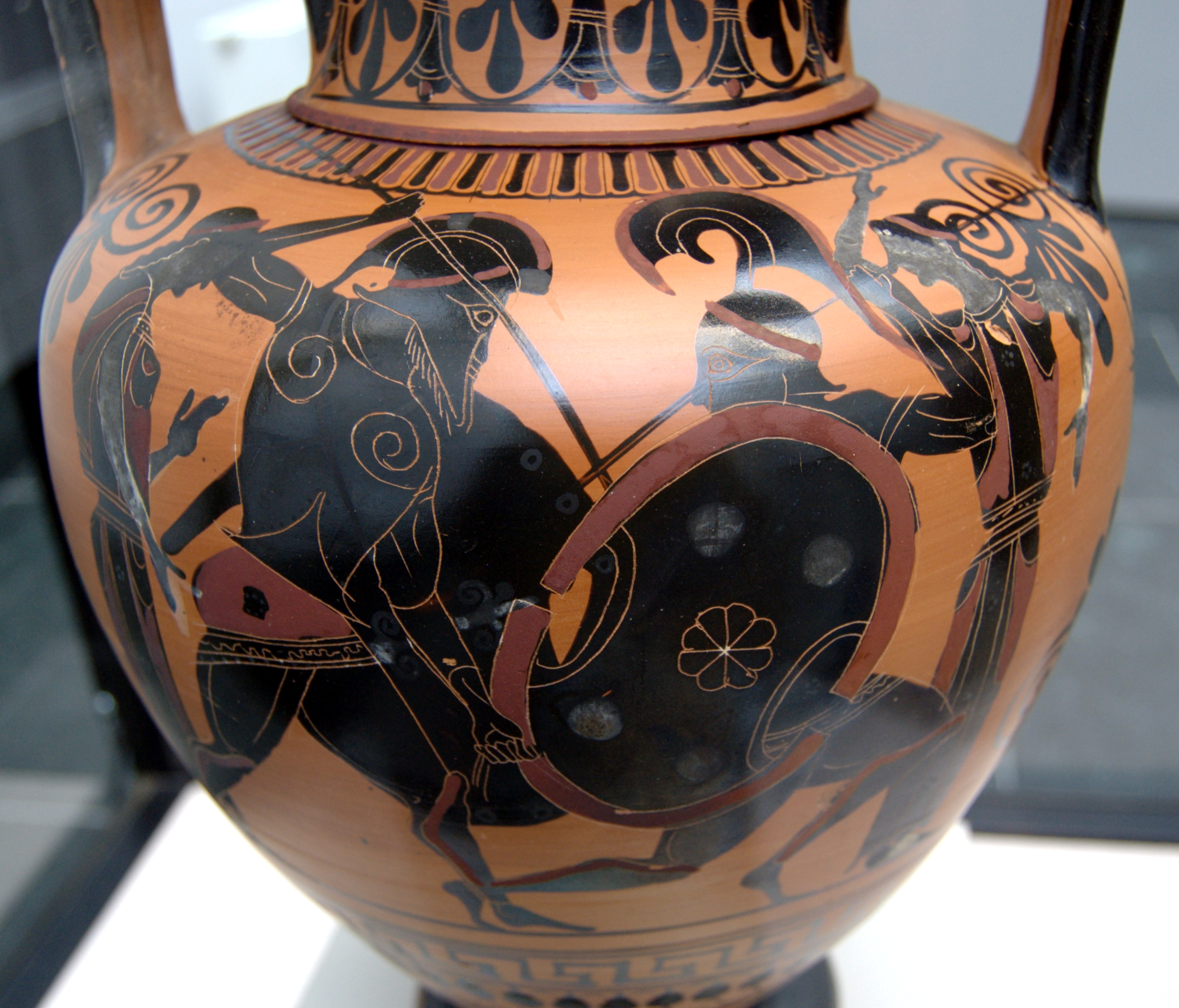
Duel de Memnon et d'Achille, amphore attique à figures noires, v. -520, Staatliche Antikensammlungen (Inv. 1523)

Le cadavre de Memnon est emporté par sa mère — ou, selon les versions, les Vents — en Éthiopie cependant que les Éthiopiens sont métamorphosés en oiseaux. Selon la tradition grecque, les « Memnonides » (Philomachus pugnax) volent d'Éthiopie jusqu'à la tombe du héros, où ils se battent jusqu'à ce que la moitié d'entre eux ait péri. Les larmes que verse l'Aurore sont les gouttes de rosée que l'on voit chaque matin.
Pour la plupart des auteurs, le tombeau de Memnon se situe à l'embouchure du fleuve Aesépos, sur les bords de l'Hellespont. Selon d'autres versions, il s'agit d'un simple cénotaphe, la véritable tombe se situant à Suse. D'autres encore nient qu'elle ait jamais existé.

## Origine du mythe
Le mythe de Memnon reposerait, selon Jean Haudry, sur un schème mythologique dans lequel une déesse Aurore, ici Éos, épouse un mortel et a un fils qui mourra, mais qu'elle ressuscite et immortalise. Ce fils est le Soleil qui meurt et renaît chaque jour et chaque année selon le cycle annuel. Elle en fait le roi des Éthiopiens qui « ne sont pas les habitants de l'actuelle Éthiopie, mais un peuple mythique habitant les deux extrémités, orientale et occidentale, de la terre ». « Memnon roi des Éthiopiens est le soleil qui disparaît chez les Éthiopiens occidentaux et reparaît le matin chez les Éthiopiens orientaux. »

## Représentations littéraires antiques

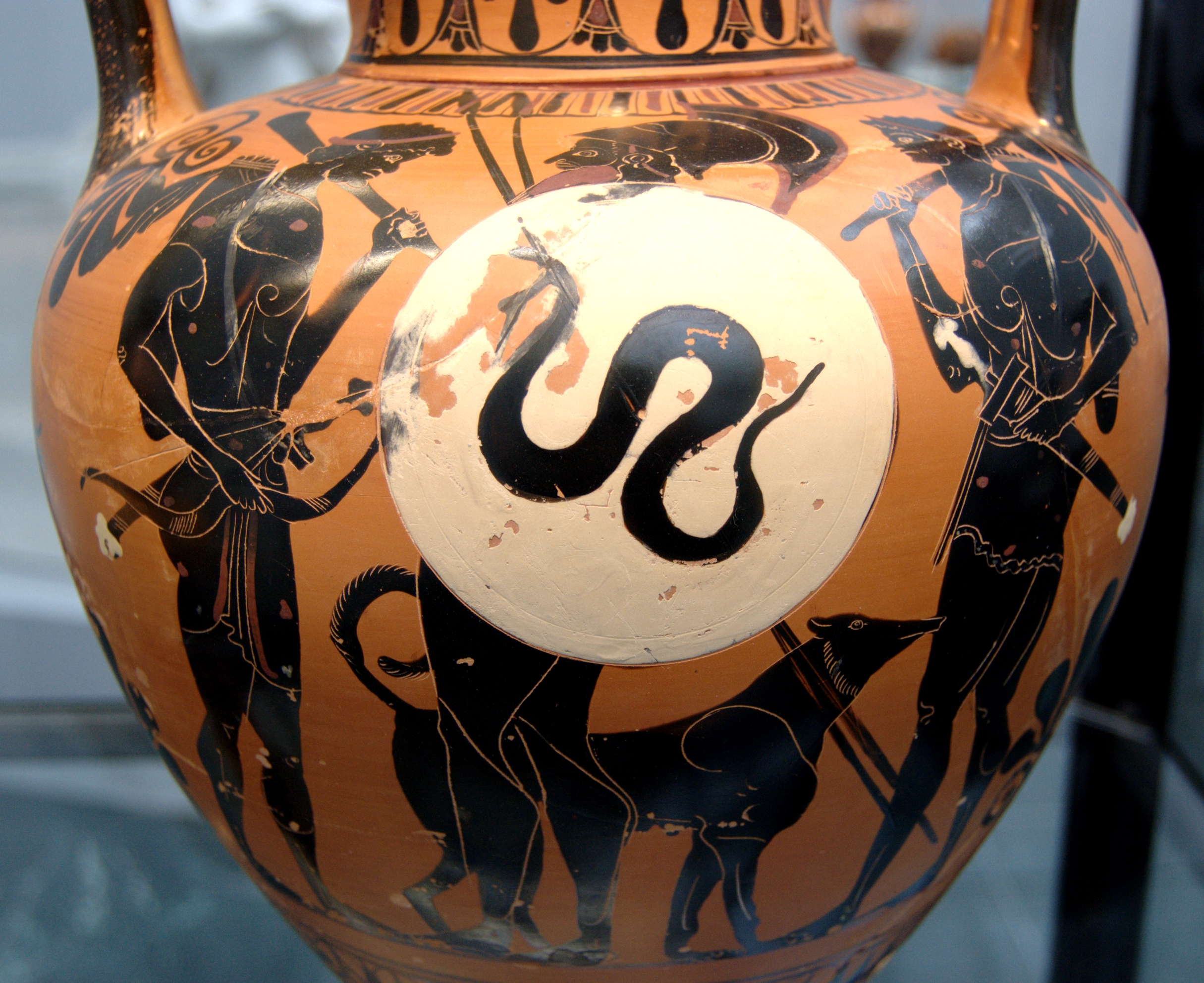
Memnon entre deux Éthiopiens, amphore attique à figures noires, v. 510 av. J.-C., Staatliche Antikensammlungen (Inv. 1507)

Memnon n'apparaît pas dans l’Iliade, mais est cité à deux reprises dans l’Odyssée. La première fois, Pisistrate, fils de Nestor verse une larme en souvenir de « l'irréprochable Antiloque, / qu'avait tué l'illustre fils de la brillante Aurore » ; la deuxième fois, Ulysse fait de Memnon le plus beau des guerriers ayant pris part à la guerre de Troie. Hésiode mentionne Memnon dans la liste des rejetons d'Éos.
L'histoire de Memnon est contée spécifiquement dans la Memnonide, d'auteur inconnu, et dans l’Éthiopide d'Arctinos de Milet — deux épopées du Cycle troyen aujourd'hui perdues. Le résumé que le grammairien Proclos (Ve siècle apr. J.-C.) donne de cette dernière œuvre indique qu'elle traitait de la mort de Memnon à Troie et de l'immortalité qu'Éos obtient pour lui :

« Memnon, fils d'Éos, portant une panoplie forgée par Héphaïstos, arrive au secours des troyens ; Thétis prédit à son fils l'issue du combat contre Memnon ; au cours de la bataille qui s'engage, Antiloque est massacré par Memnon, puis Achille tue Memnon. Éos étant venue supplier Zeus, confère l'immortalité à son fils »

L'Éthiopide se concluait par la mort d'Achille devant les portes Scées.

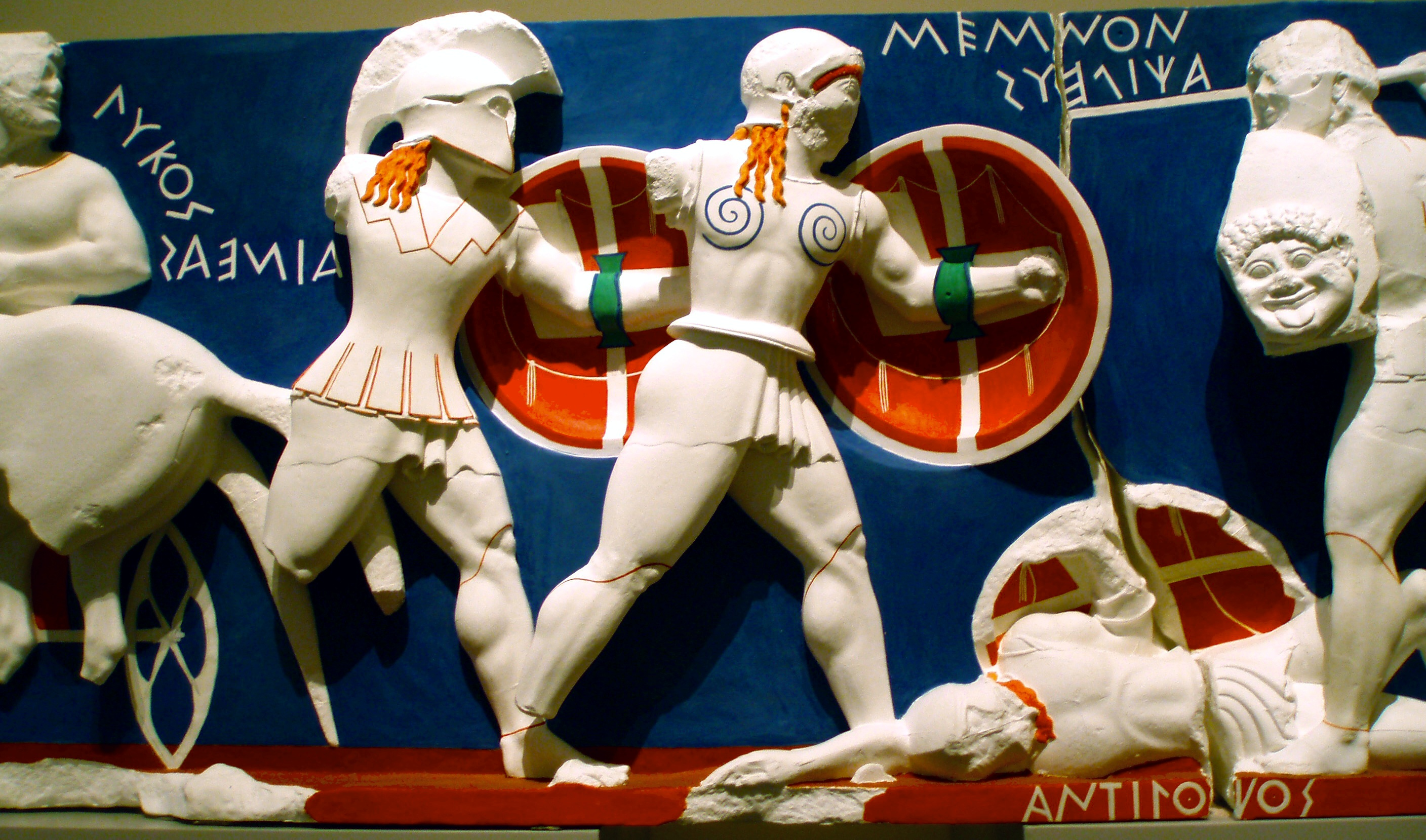
Memnon contre Achille. Frise du trésor de Sifnos à Delphes, vers 525 Réplique: université de Göttingen

Le même récit est repris par Eschyle dans une trilogie tragique perdue, dont nous ne connaissons que deux titres et quelques extraits : Memnon et La Psychostasie. Aristophane y fait allusion dans sa comédie les Grenouilles, raillant les « Cycnos[Lequel ?] et [l]es Memnons avec leurs coursiers aux caparaçons tintinnabulants » d'Eschyle. La pointe s'adresse probablement au début du Memnon : dans l'un des fragments conservés, Priam interroge le jeune homme, fraîchement arrivé à Troie, qui vient de se présenter comme natif d'Éthiopie ; visiblement, Priam ignore son identité, et lui demande davantage de renseignements. La Psychostasie a pour sujet la suite de l'histoire de Memnon, c'est-à-dire le duel contre Achille. Apparemment, Zeus y fait une apparition en personne, ce qui est rarissime dans le théâtre grec : debout sur le theologeion, une sorte de plate-forme, le roi des dieux pèse le destin des deux héros ; peut-être les acteurs montaient-ils pour cette scène dans une balance géante, ou bien les âmes des deux guerriers étaient-elles représentées par des enfants, à l'image des eidôlon (effigies miniatures) représentées dans la céramique. Lors de la psychostasie, Thétis et Éos implorent chacune le roi des dieux de laisser vivre son propre fils.
Les auteurs ultérieurs ne font guère que reprendre Arctinos de Milet ou Eschyle : Ovide mentionne la mort de Memnon et les lamentations d'Éos dans les Amours et les Métamorphoses ; le pseudo-Apollodore lui consacre quelques lignes ; Quintus de Smyrne en fait le héros du livre II de sa Suite d'Homère.

## Représentations artistiques antiques

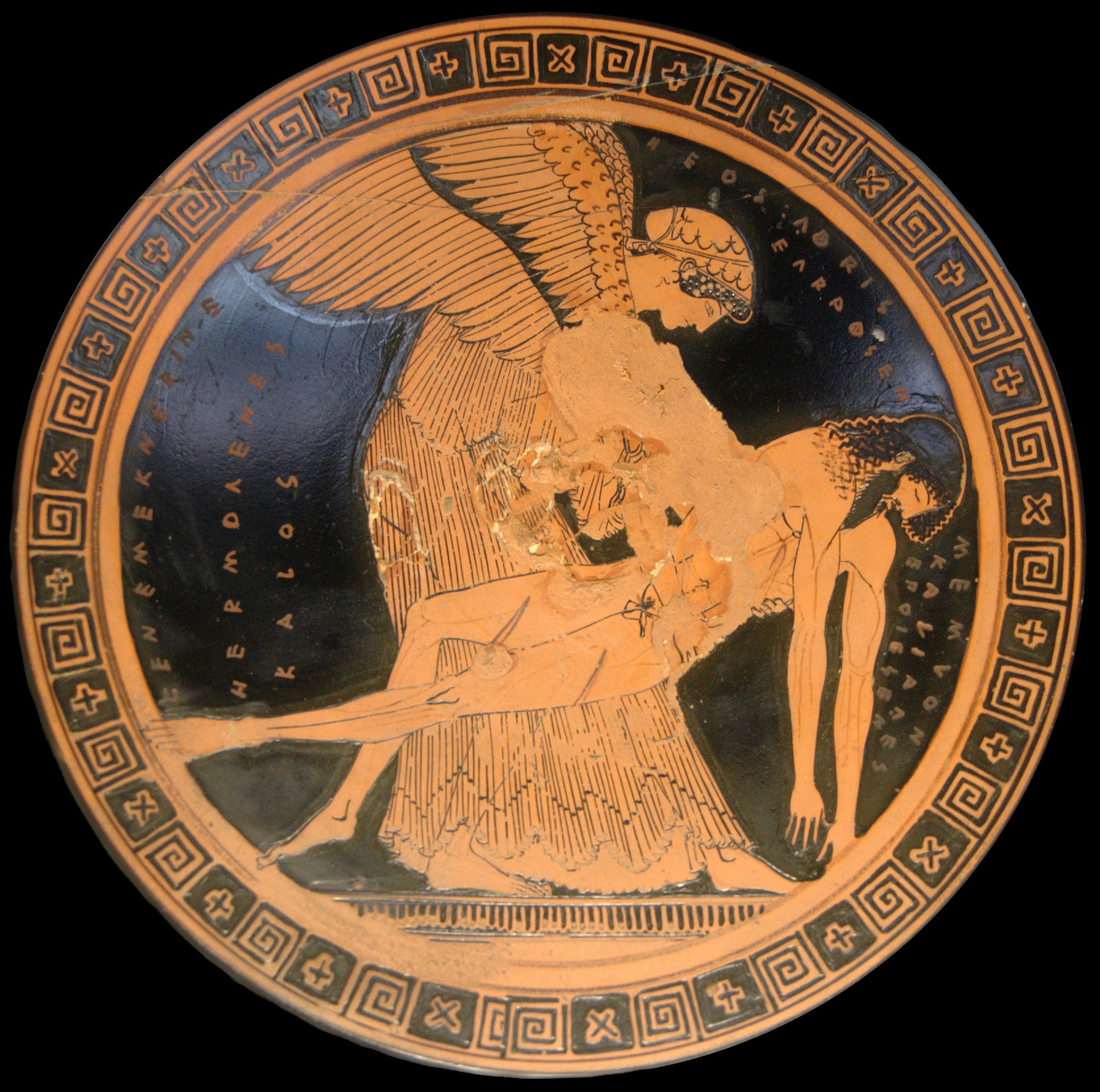
La pietà de Memnon, médaillon d'un kylix de Douris (peintre) et de Kalliadès (potier), v. 490-480 av. J.-C., musée du Louvre (G 115)

Comme tous les personnages issus du Cycle troyen, Memnon est fréquemment représenté par les artistes grecs. Il est parfois représenté seul, escorté de combattants Éthiopiens, comme c'est le cas pour une amphore à col d'Exékias (v. -540--530) : Memnon, barbu et revêtu de son armure divine, est entouré de deux membres de son armée portant massues, arc et une épée ; sur l'autre face, le peintre montre le duel d'Achille et Penthésilée, autre scène tirée de l’Éthiopide.
Le combat de Memnon et d'Achille est représenté pour la première fois sur une amphore mélienne de -650--630 environ ; on le retrouve ensuite dans la céramique orientalisante et sur les vases à figures noires. On le trouve également sur la partie droite de la frise est du trésor de Siphnos (v. -525) à Delphes : les deux guerriers sont accompagnés respectivement par Énée et Ajax, et leurs mères assistent à la scène. Enfin, le motif apparaissait sur deux œuvres d'art disparues : le trône d'Apollon à Amyclées et le coffre de Cypsélos.
La scène de la psychostasie (pesée des âmes) d'Achille et Memnon est plus populaire que celle d'Achille et d'Hector, issue de l’Iliade. On la trouve pour la première fois sur un dinos à figures noires de 540 av. J.-C. environ, puis sur de nombreux vases à figures noires ou rouges ou encore sur la partie gauche de la frise est du trésor de Siphnos. À l'exception de l'hydrie Ricci, où Zeus tient le rôle principal, c'est Hermès qui tient la balance.
Enfin, au début du Ve siècle av. J.-C. se répand la scène où Éos emmène le cadavre de son fils. On la trouve par exemple sur une amphore à col à figures noires du Peintre de Diosphos mais surtout sur le médaillon d'un kylix peint par Douris et connu comme la « pietà de Memnon », par analogie avec le thème iconographique chrétien montrant la Vierge Marie portant le Christ mort. Une variante de la scène montre deux génies ailés, sans doute Hypnos et Thanatos, enlevant le corps.
Le nom de Memnon est donné sous l'ère romaine au colosse de Memnon à l'une des statues colossales du Temple des millions d'années d'Amenhotep III, face à Louxor. Fissurée par un tremblement de terre, la statue présentait la particularité de chanter au lever du soleil. Pausanias explique ce nom parce que le héros, étant « parti de l'Éthiopie avec une armée, traversa l'Égypte et s'avança jusqu'à Suse ».
Étaient appelées Éthiopiens à l'époque toutes les personnes ayant la peau noire et qui venaient d'Afrique. Il est représenté comme un très bel homme ayant des traits africains avec des cheveux crépus[réf. nécessaire]. Ces caractéristiques sont confirmées plus tard par Virgile et Ovide qui le mentionnent bien comme ayant la peau noire comme d'autres habitants du continent africain. La plupart des représentations de Memnon connues à ce jour confirment ces caractéristiques.[réf. nécessaire]

## Postérité du mythe après l'Antiquité

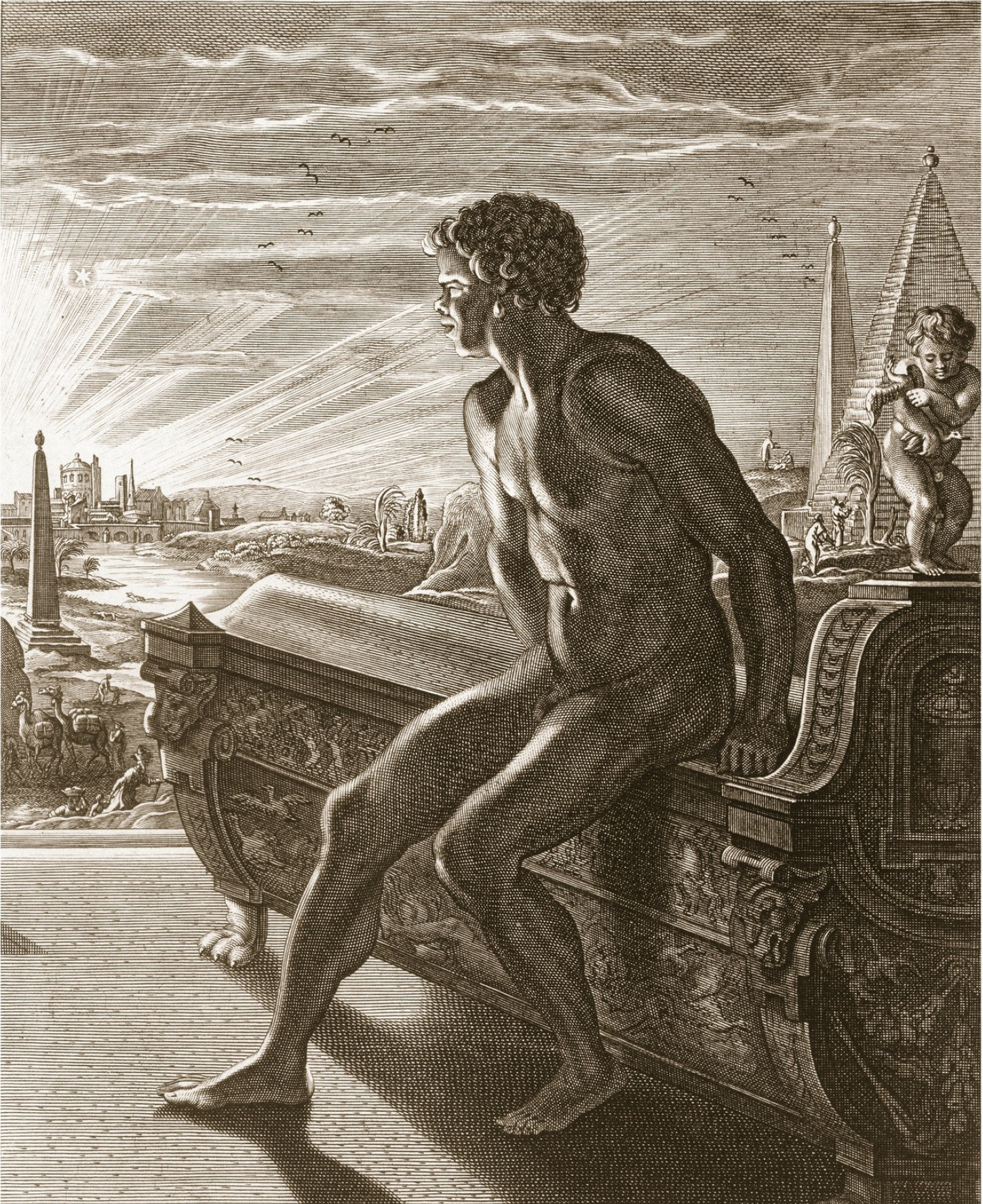
Bernard Picart, Memnon, fils de Éos et Tithon, 1731

Au Moyen âge, Memnon continue à être cité dans les textes littéraires et historiques.
Le prologue de l'Edda de Snorri, un texte exposant une version chrétienne et évhémériste de l'origine des dieux nordiques, affirme que les Ases sont au départ des hommes venus de Troie. Parmi eux, un roi subalterne de Troie, « Múnón ou Mennón », c'est-à-dire Memnon, épouse une fille de Priam qui lui donne un fils, Trór, qui est assimilé au Thor nordique.
L'historiographe espagnol Gil González de Ávila prétend que l'un des écuyers de Memnon, venant d'Orient, portait le nom d'Astyr ou Astur. De ce nom proviendrait Asturica Augusta, le nom antique de la cité romaine qui précéda la ville d'Astorga en Castille et aussi le nom de la tribu des Astures.